# Pranives
Il Pranives è lo stadio del ghiaccio di Selva di Val Gardena. Complesso composto da una palestra, centro tiro a segno e pizzeria, complessivamente è capace di ospitare 2.000 persone e viene utilizzato non solo per partite di hockey su ghiaccio ma anche per altre finalità, come concerti oppure tornei indoor.
Il palaghiaccio si trova nel centro cittadino, vicino alla piazza comunale ed alla chiesa parrocchiale.